# Xanthodes dohertyi
Xanthodes dohertyi är en fjärilsart som beskrevs av Swinhoe 1918. Xanthodes dohertyi ingår i släktet Xanthodes och familjen trågspinnare. Inga underarter finns listade i Catalogue of Life.